# Saser Muztagh
Saser Muztagh ist der östlichste Gebirgszug des Karakorum. Er zählt zum Großen Karakorum, der Hauptkette (Muztagh) dieses Gebirge und erreicht im Saser Kangri I eine Höhe von 7672 Metern.

## Lage
Im indischen Teil Kaschmirs gelegen, wird er im Süden, Osten und Nordosten durch den Fluss Shyok begrenzt, der sich eng um die Südostseite der Bergkette biegt und die Südostgrenze des gesamten Karakorum darstellt. Im Norden bildet der Sasser-Pass (Saser La) den Anschluss der Karakorum-Hauptkette an das Rimo Muztagh. Im Westen trennt der Fluss Nubra, der von Siachen-Gletscher zum Shyok fließt, das Saser Muztagh von den Saltoro-Bergen, die zum parallel zur Hauptkette verlaufenden Kleinen Karakorum gezählt werden. Im Süden liegt jenseits des Shyok die Ladakh-Bergkette.

## Geschichte
Zwischen 1850 und 1900 kamen die ersten europäischen Expeditionen in dieses Gebiet, um es zu erforschen und zu vermessen. 1909 erkundeten die berühmten Forscher T. G. Longstaff, Arthur Neve und A. M. Slingsby das Nubratal und suchten nach einem Weg zum Saser-Kangri-Massiv. Der Hauptgipfel der Bergkette wurde erst in den 1970er Jahren erstbestiegen.
Da dieses Gebiet nahe der umstrittenen Grenze zwischen Indien und Pakistan liegt, gibt es hier zurzeit wenig Klettermöglichkeiten und Forschungstätigkeit.

## Ausgewählte Gipfel
Die folgende Tabelle listet die Gipfel im Saser Muztagh auf, die eine größere Höhe als 7000 m und eine Schartenhöhe von mehr als 500 m besitzen. Alle Gipfel sind Teil des Saser-Kangri-Massivs; die höchste Erhebung außerhalb dieser Gruppe ist der Argan Kangri mit 6789 m.
| Berg             | Höhe (m) | Erstbesteigung | Besteigungsversuche |
| ---------------- | -------- | -------------- | ------------------- |
| Saser Kangri I   | 7672     | 1973           | 6                   |
| Saser Kangri II  | 7518     | 2011           | 1                   |
| Saser Kangri III | 7495     | 1986           | 1                   |
| Chamsen Kangri   | 7017     | 2013           | 1                   |

## Gletscher
Im Gebiet des Saser Muztagh befinden sich einige bemerkenswert große Gletscher wie der Nördliche und der Südliche Shukpa-Kunchang-Gletscher, der Sakang-Gletscher und der Chamshen-Gletscher.